# Beijinho

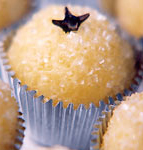
Beijinho

Beijinho, ("liten kyss"), är en brasiliansk konfektyr som är vanligt förekommande på brasilianska barnkalas. 
Den bakas och serveras på samma sätt som brigadeiro, men istället för kakaopulver används riven kokos. När den rullas kan den täckas med strösocker eller riven kokos. Traditionellt toppas efterrätten med en torkad nejlika.